# Liste der Biografien/Nea
Liste der Biografien |
Portal Biografien |
Personensuche
# |
A |
B |
C |
D |
E |
F |
G |
H |
I |
J |
K |
L |
M |
N |
O |
P |
Q |
R |
S |
T |
U |
V |
W |
X |
Y |
Z |
?
 
Na |
Nb |
Nc |
Nd |
Ne |
Nf |
Ng |
Nh |
Ni |
Nj |
Nk |
Nl |
Nm |
Nn |
No |
Nr |
Ns |
Nt |
Nu |
Nv |
Nw |
Nx |
Ny |
Nz
 
Nea |
Neb |
Nec |
Ned |
Nee |
Nef |
Neg |
Neh |
Nei |
Nej |
Nek |
Nel |
Nem |
Nen |
Neo |
Nep |
Ner |
Nes |
Net |
Neu |
Nev |
New |
Nex |
Ney |
Nez
Die Liste der Biografien führt alle Personen auf, die in der deutschsprachigen Wikipedia einen Artikel haben. Dieses ist eine Teilliste mit 123 Einträgen von Personen, deren Namen mit den Buchstaben „Nea“ beginnt.

## Nea
- Nea (* 1987), schwedische Sängerin und Songwriterin

### Neac
- Neacșu, Ion (1930–1988), rumänischer Fußballspieler
- Neacșu, Marilena (* 1961), rumänische Kunstturnerin
- Neacșu, Mihaela (* 1979), rumänische Leichtathletin
- Neacșu, Nicolae (1924–2002), rumänischer Geiger

### Neag
- Neaga, Adrian (* 1979), rumänischer Fußballspieler
- Neagle, Anna (1904–1986), britische Schauspielerin
- Neagle, John (1796–1865), US-amerikanischer Porträtmaler
- Neagoe Basarab († 1521), Herrscher der Walachei
- Neagoe, Daniel, rumänischer Sänger und Musiker
- Neagoe, Eugen (* 1967), rumänischer Fußballspieler und -trainer
- Neagoe, Ionuț (* 1994), rumänischer Leichtathlet
- Neagoe, Nicolae (1941–2023), rumänischer Bobsportler
- Neagoe, Virgil (* 1970), rumänischer Skispringer
- Neagu, Alexandru (1948–2010), rumänischer Fußballspieler
- Neagu, Andreas (* 1985), rumänischer Bobsportler
- Neagu, Cristina (* 1988), rumänische Handballspielerin
- Neagu, Dragoș (* 1967), rumänischer Ruderer
- Neagu, Ionuț (* 1989), rumänischer Fußballspieler
- Neagu, Paul (1938–2004), britisch-rumänischer Bildhauer, Maler und Performancekünstler
- Neagu, Paul (* 1954), rumänischer Bobsportler

### Neai
- Neaira, griechische Hetäre

### Neal
- Neal, Abbie (1918–2004), US-amerikanische Country-Musikerin
- Neal, Carthew (* 1979), neuseeländischer Fernseh- und Filmproduzent
- Neal, Daniel (1678–1743), englischer reformierter Geistlicher und Kirchenhistoriker
- Neal, Diane (* 1976), US-amerikanisch-israelische SchauspielerinDiane Neal (* 1976)

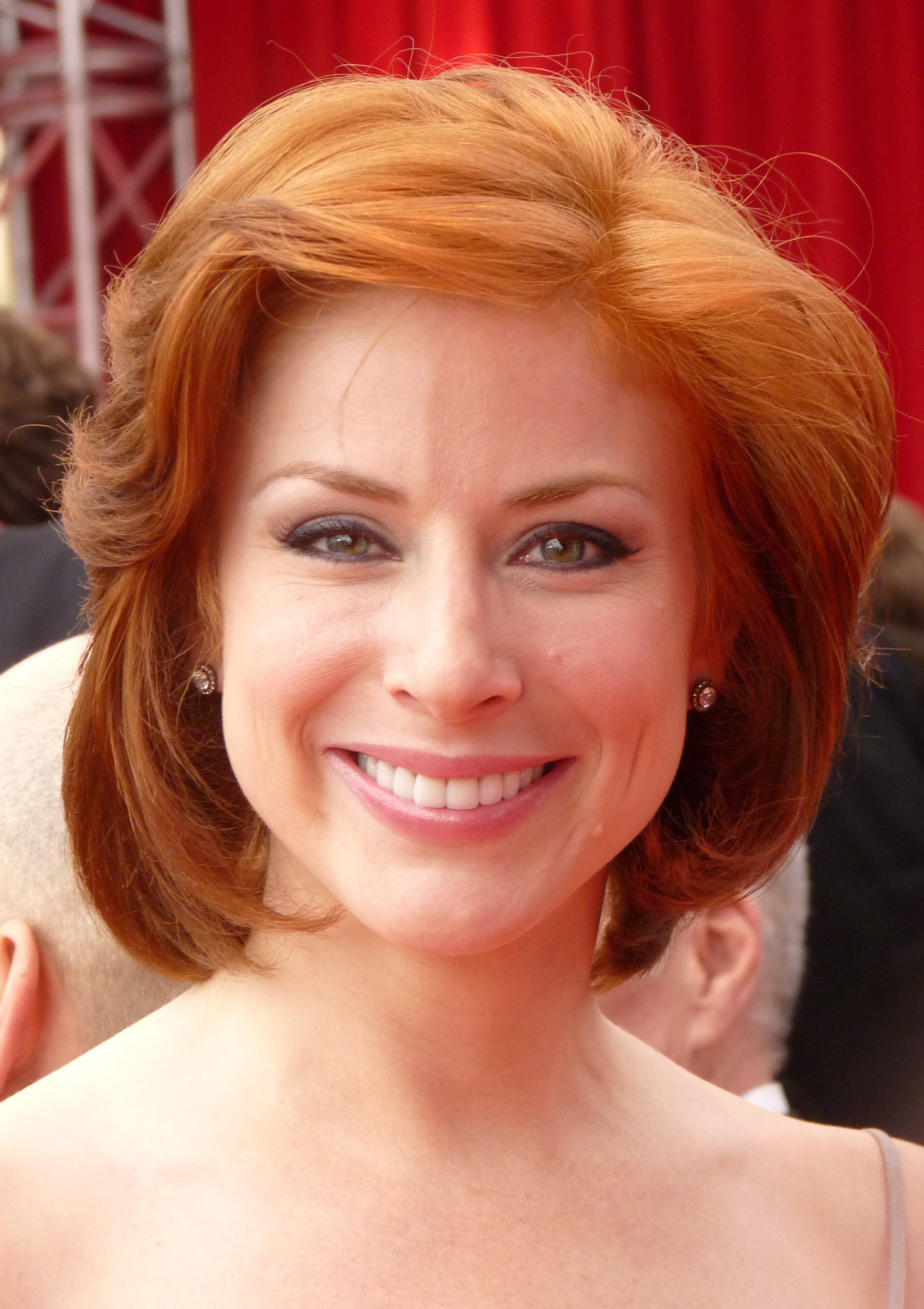
Diane Neal (* 1976)

- Neal, Dylan (* 1969), kanadischer Schauspieler
- Neal, Edwin (* 1945), US-amerikanischer Schauspieler
- Neal, Elise (* 1966), US-amerikanische Filmschauspielerin
- Neal, Eric (* 1924), australischer Geschäftsmann, Gouverneur von South Australia
- Neal, Evan (* 2000), US-amerikanischer American-Football-Spieler
- Neal, Gary (* 1984), US-amerikanischer Basketballspieler
- Neal, George D. (1853–1916), US-amerikanischer Politiker
- Neal, Henry S. (1828–1906), US-amerikanischer Politiker
- Neal, Izzy (* 2001), neuseeländische Sprinterin
- Neal, Jalen (* 2003), US-amerikanisch-mexikanischer Fußballspieler
- Neal, James (* 1987), kanadischer Eishockeyspieler
- Neal, John (1932–2014), englischer Fußballspieler und -trainer
- Neal, John R. (1836–1889), US-amerikanischer Politiker
- Neal, JT (* 1994), US-amerikanischer Schauspieler
- Neal, Keanu (* 1995), US-amerikanischer American-Football-Spieler
- Neal, Kenny (* 1957), US-amerikanischer Blues-Gitarrist
- Neal, Lawrence T. (1844–1905), US-amerikanischer Politiker
- Neal, Lia (* 1995), US-amerikanische Schwimmerin
- Neal, Matthew (* 1991), kanadischer Eishockeyspieler
- Neal, Max (1865–1941), deutscher Volksdichter bayrischer Bauernschwänke
- Neal, Mia (* 1980), US-amerikanische Maskenbildnerin und Friseurin
- Neal, O’Shay, US-amerikanischer Schauspieler
- Neal, Patricia (1926–2010), US-amerikanische SchauspielerinPatricia Neal (1926–2010)

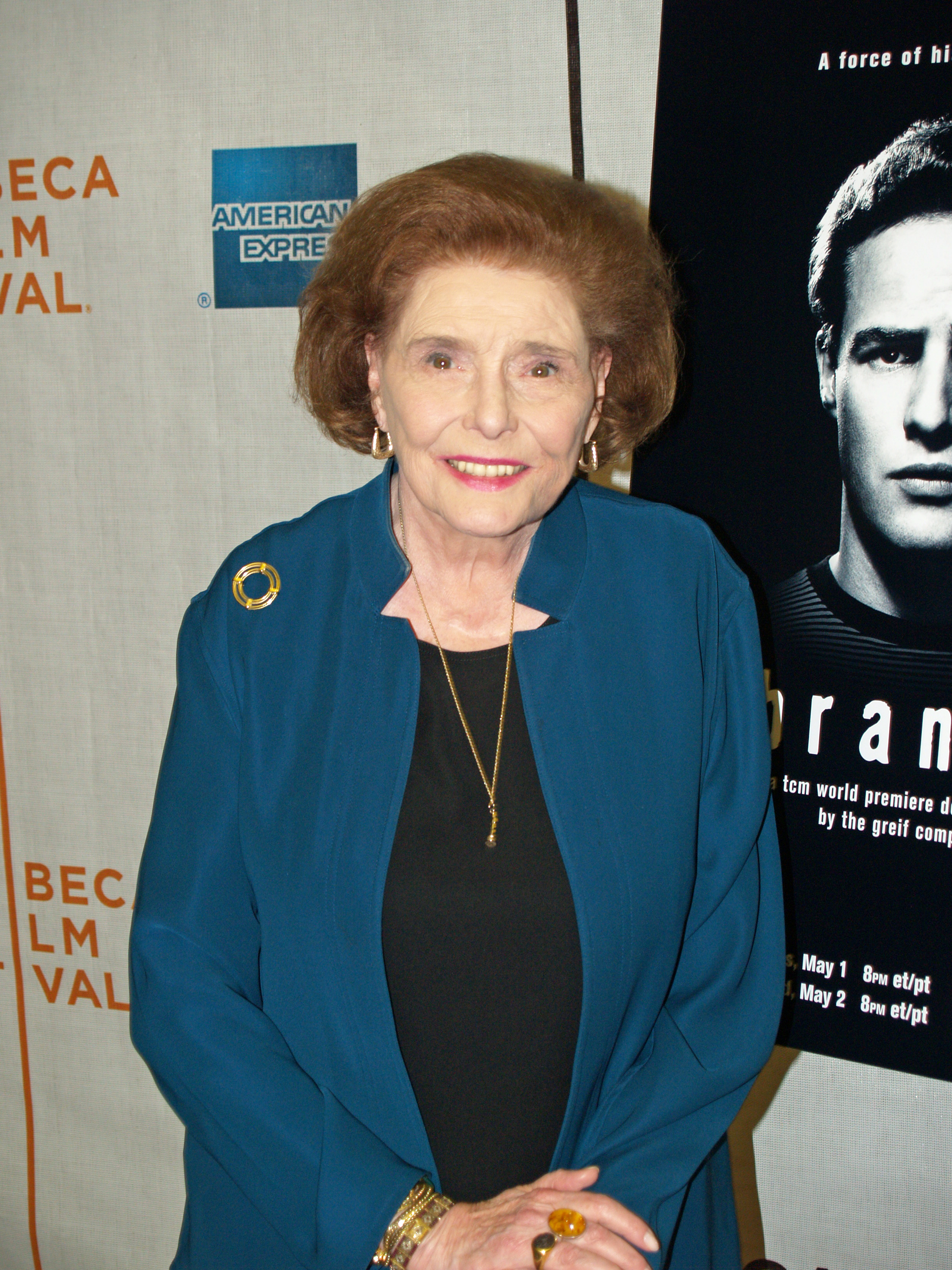
Patricia Neal (1926–2010)

- Neal, Phil (* 1951), englischer Fußballspieler und -trainer
- Neal, Raful (1936–2004), US-amerikanischer Bluessänger, Mundharmonikaspieler und Songwriter
- Neal, Randy (* 1956), kanadischer Eishockeyspieler und -trainer
- Neal, Richard (* 1949), US-amerikanischer Politiker
- Neal, Scott (* 1978), britischer Schauspieler
- Neal, Stephen (* 1976), US-amerikanischer Ringer und American-Football-Spieler
- Neal, Stephen L. (* 1934), US-amerikanischer Politiker
- Neal, Tom (1914–1972), US-amerikanischer Schauspieler und Boxer
- Neal, Will E. (1875–1959), US-amerikanischer Politiker
- Neal, William, US-amerikanischer Komponist
- Nealand, Aurora (* 1979), amerikanische Multiinstrumentalistin des Jazz, Klangkünstlerin, Komponistin
- Neale, Adam († 1832), schottischer Arzt
- Neale, Amy-Eloise (* 1995), britische Langstreckenläuferin
- Neale, Denis (* 1944), englischer Tischtennisspieler
- Neale, Ernest Richard Ward (1923–2008), kanadischer Geologe
- Neale, Greasy (1891–1973), US-amerikanischer Baseball- und American-Football-Spieler und Footballtrainer
- Neale, J. E. (1890–1975), englischer Historiker
- Neale, John Mason (1818–1866), englischer anglikanischer Theologe, Priester und Schriftsteller
- Neale, Leah (* 1995), australische Schwimmerin
- Neale, Leonard (1746–1817), US-amerikanischer Geistlicher, römisch-katholischer Erzbischof von Baltimore
- Neale, Leslie, Regisseurin, Schauspielerin und Produzentin
- Neale, Margaret, amerikanische Psychologin und Hochschullehrerin
- Neale, Raphael († 1833), US-amerikanischer Politiker
- Neale, Stephen (* 1958), britischer Sprachphilosoph, Professor der Philosophie
- Neale, Tom (1902–1977), neuseeländischer Einsiedler und Überlebenskünstler
- Neall, Gail (* 1955), australische Schwimmerin
- Nealon, Kevin (* 1953), US-amerikanischer Schauspieler und ComedianKevin Nealon (* 1953)

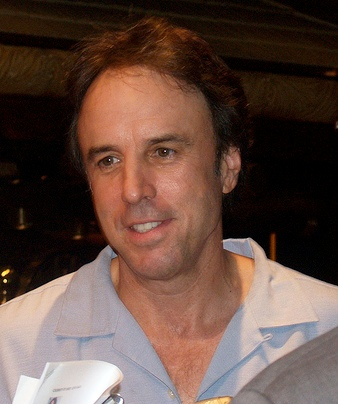
Kevin Nealon (* 1953)

- Nealon, Louise (* 1991), irische Schriftstellerin
- Nealon, Ted (1929–2014), irischer Journalist und Politiker

### Neam
- Neame, Christopher (* 1947), britischer Schauspieler
- Neame, Douglas (1901–1988), britischer Hürdenläufer
- Neame, Ivo (* 1981), britischer Jazzmusiker (Piano und Saxophon)
- Neame, Philip (1888–1978), britischer Generalleutnant und Sportschütze
- Neame, Ronald (1911–2010), britischer Kameramann, Drehbuchautor und Regisseur
- Neamțu, Leonida (1934–1992), rumänischer Schriftsteller

### Nean
- Neander von Petersheide, Karl Franz (1626–1693), Titularbischof von Nicopolis und Weihbischof in Breslau
- Neander von Petersheiden, Joachim Friedrich Wilhelm (1743–1817), preußischer Generalmajor und Inspekteur der Artillerie
- Neander von Petersheyden, Leopold (1790–1863), preußischer Generalleutnant
- Neander, Ali (* 1958), deutscher Rock- und Fusionmusiker (Gitarre, Komposition)Ali Neander (* 1958)

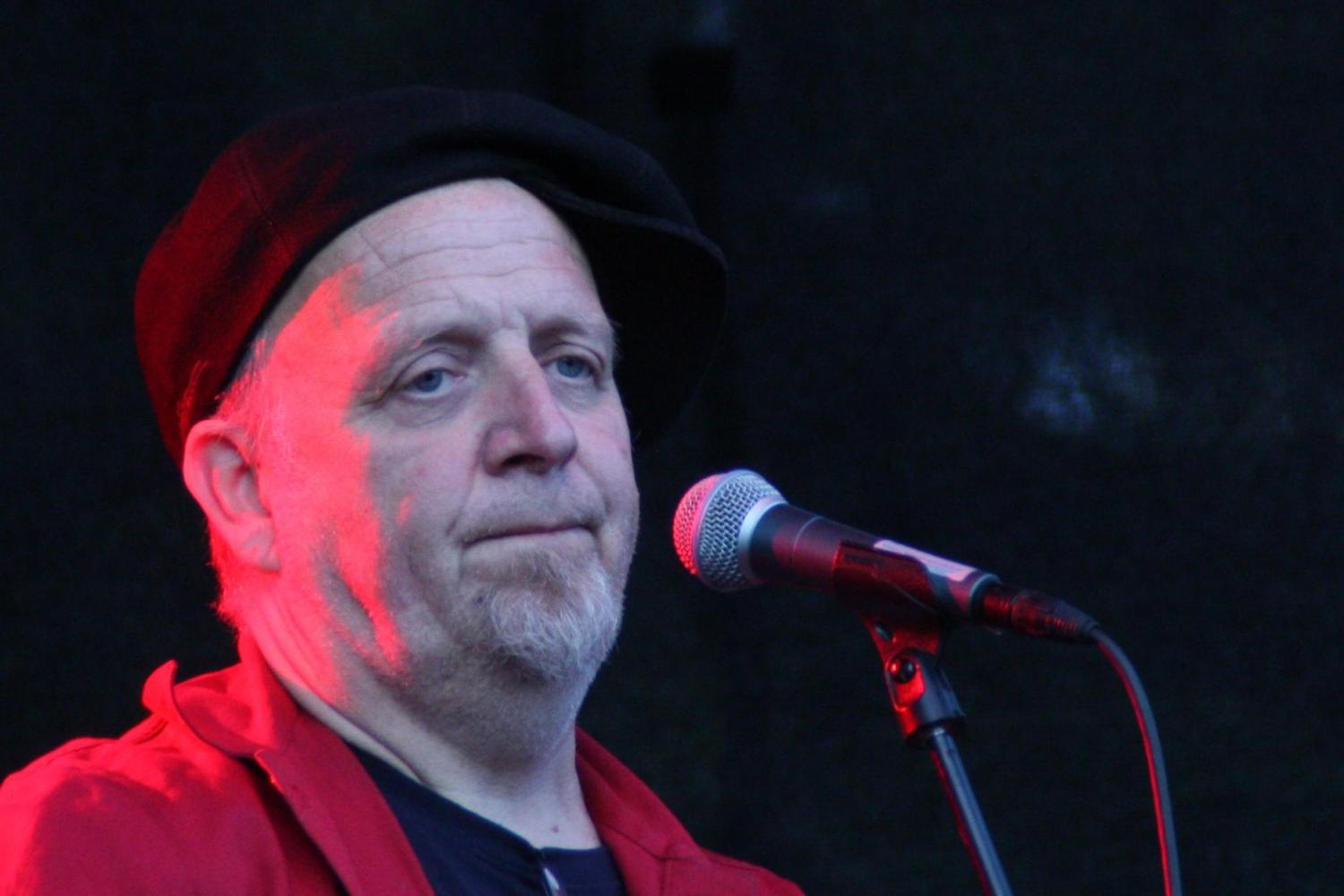
Ali Neander (* 1958)

- Neander, Anna (1615–1689), Pfarrerstochter und -frau
- Neander, August (1789–1850), deutscher evangelischer Theologe
- Neander, Britta (1956–2004), deutsche Musikerin
- Neander, Christian (* 1968), deutscher Musiker, Komponist, Produzent
- Neander, Christoph (1589–1625), Kreuzkantor in Dresden (1615–1625)
- Neander, Christoph Friedrich (1723–1802), evangelischer Pfarrer und Kirchenlieddichter
- Neander, Daniel Amadeus (1775–1869), deutscher evangelischer Theologe, Generalsuperintendent und Bischof
- Neander, Irene (1906–1990), deutsche Lehrerin und Autorin
- Neander, Joachim (1650–1680), deutscher Pastor, Kirchenlieddichter und KomponistJoachim Neander (1650–1680)

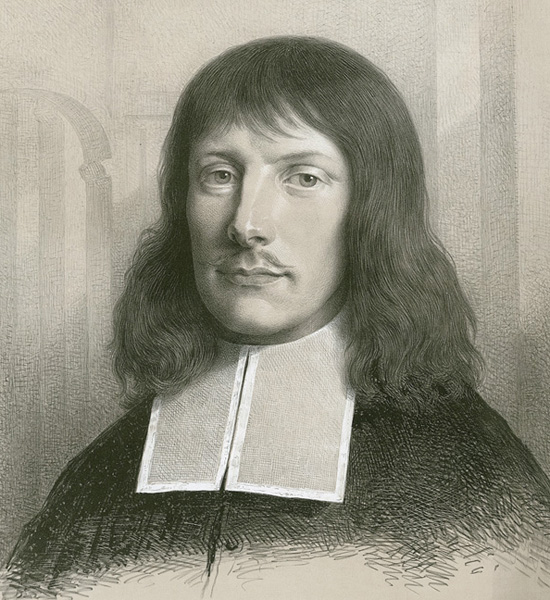
Joachim Neander (1650–1680)

- Neander, Johann, deutscher Mediziner, Philosoph und Poet
- Neander, Michael (1525–1595), deutscher Pädagoge und Rektor
- Neander, Michael (1529–1581), deutscher Mathematiker, Philologe und Mediziner
- Neander, Wilhelm (1892–1968), deutsch-baltischer Theologe und Kirchenhistoriker
- Neandros, griechischer Töpfer
- Néant, Étienne (1960–2003), französischer Radrennfahrer

### Neap
- Neapor, antiker römischer Toreut

### Near
- Near, Gerald (* 1942), US-amerikanischer Komponist und Kirchenmusiker
- Near, Holly (* 1949), US-amerikanische Sängerin und Liedtexterin
- Nearburg, Charlie (* 1950), US-amerikanischer Unternehmer und Autorennfahrer
- Nearchos, attischer Töpfer und Vasenmaler
- Nearchos, Admiral Alexanders des Großen
- Nearing, Scott (1883–1983), US-amerikanischer Umweltschützer, Pädagoge, Friedensaktivist und Schriftsteller
- Nearman, Mike, US-amerikanischer Politiker (Republikanische Partei)
- Nearn, Robert (* 1967), britischer Autorennfahrer
- Neary, J. Peter (1950–2021), irischer Wirtschaftswissenschaftler
- Neary, Michael (* 1946), irischer Geistlicher, römisch-katholischer Erzbischof von Tuam
- Neary, Patrick (* 1963), US-amerikanischer Geistlicher und römisch-katholischer Bischof von Saint Cloud
- Neary, Robert (* 1965), US-amerikanischer Schauspieler
- Neary, Shea (* 1968), britischer Boxsportler
- Neary, Thomas H. (1945–2017), US-amerikanischer Offizier, Generalmajor der US Air Force

### Neat
- Neata, Anna (* 1987), österreichische Dramatikerin

### Neav
- Neave, Airey (1916–1979), britischer Politiker (Conservative Party), Mitglied des House of CommonsAirey Neave (1916–1979)

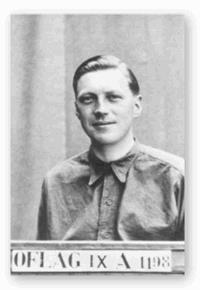
Airey Neave (1916–1979)

- Neave, Diana, Baroness Airey of Abingdon (1919–1992), britische Politikerin (Conservative Party)
- Neave, Veronica, australische Schauspielerin
- Neaves, Matthew (* 2000), kanadischer Volleyballspieler